# تئاتر دلاکورت
تئاتر دلاکورت (انگلیسی: Delacorte Theater) یک تئاتر با فضای باز با ۱۸۰۰ صندلی است که در مرکز پارک مرکزی نیویورک، در بخش منهتن در شهر نیویورک واقع شده‌است. این مکان، محلی برای محصولات شکسپیر در پارک پابلیک تییتر می‌باشد.
از زمان افتتاح آن در سال ۱۹۶۲، بیش از پنج میلیون نفر در بیش از ۱۵۰ اثر رایگان از شکسپیر و سایر آثار کلاسیک و موسیقی در تئاتر دلاکورت شرکت کرده‌اند.